# Les Gisants
Les Gisants est une œuvre d'art urbain réalisée par l'artiste plasticien français Ernest Pignon-Ernest à Paris en mai 1971, commémorant le centenaire de la Commune de Paris. Elle consiste en un collage de 2 000 bandes de papier sérigraphiées, sur lesquelles le cadavre d'un communard est répété, et collées à même le sol.

## Origine
Ernest Pignon-Ernest, artiste plasticien engagé auprès du Parti communiste français, réalise en mai 1971 une œuvre d'art urbain, Les Gisants, composée de longues bandes de papiers sérigraphiées à l'image répétée à l'infini d'un Fédéré fusillé. Son installation sur les marches menant à la basilique du Sacré-Cœur de Montmartre est marquée du sceau de la provocation, car l'installation Les Gisants — les gisants sont traditionnellement une représentation funéraire de personnalités nobles ou ecclésiastiques, dans l'art chrétien — devient une façon de donner « une sépulture éclatante à des individus qui avaient été jusqu'alors condamnés à l'anonymat des charniers et des fosses communes ». Pignon-Ernest indique que son inspiration première pour ce travail est la photographie des douze cercueils attribuée à Eugène Disdéri, mais qu'il en dévie ensuite pour se concentrer sur Le Christ mort soutenu par deux anges d'Andrea Mantegna.

Inspirations de Pignon-Ernest pour ses Gisants
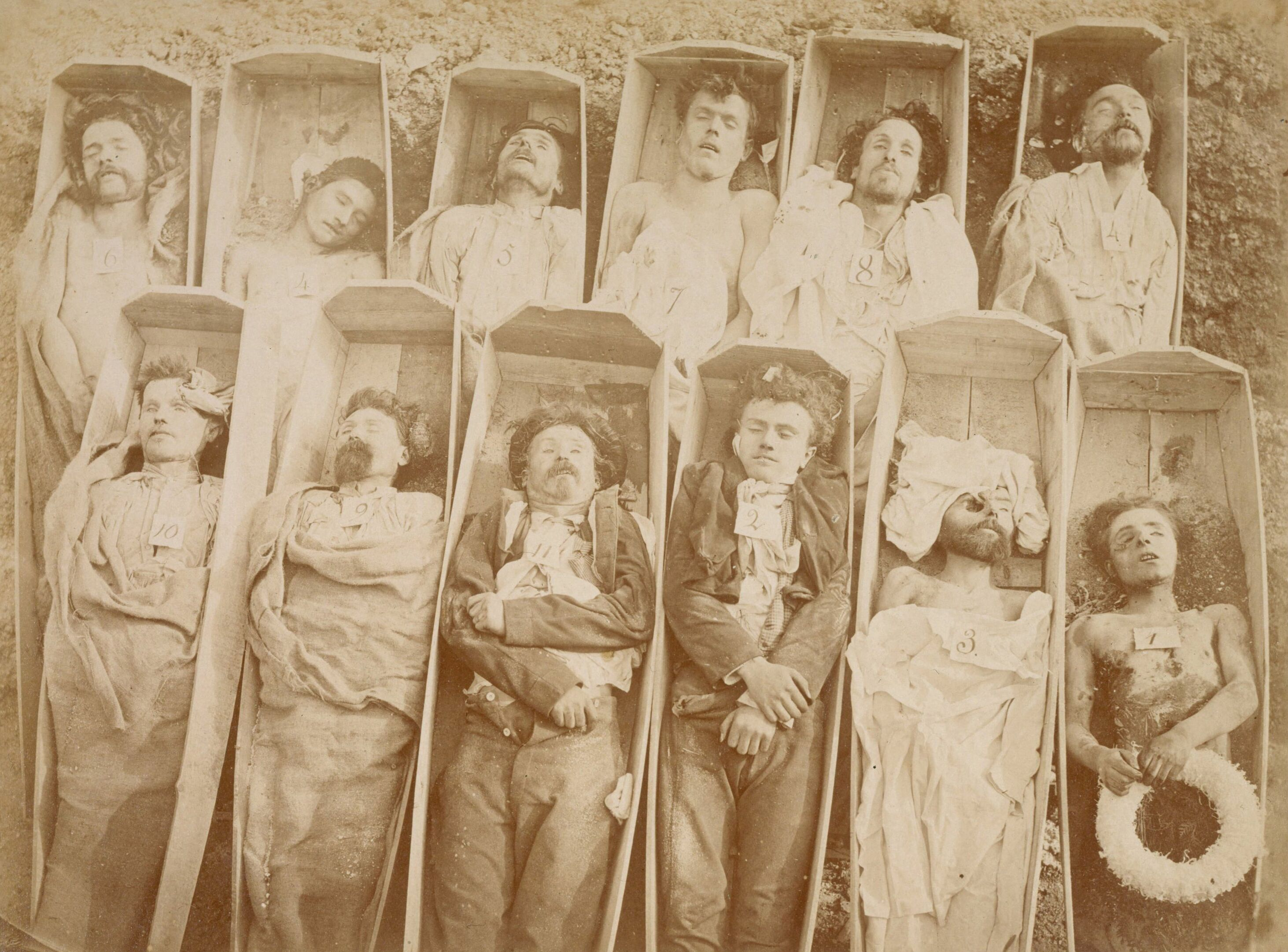
Cadavres d'insurgés dans leurs cercueils, Eugène Disdéri, 1871.
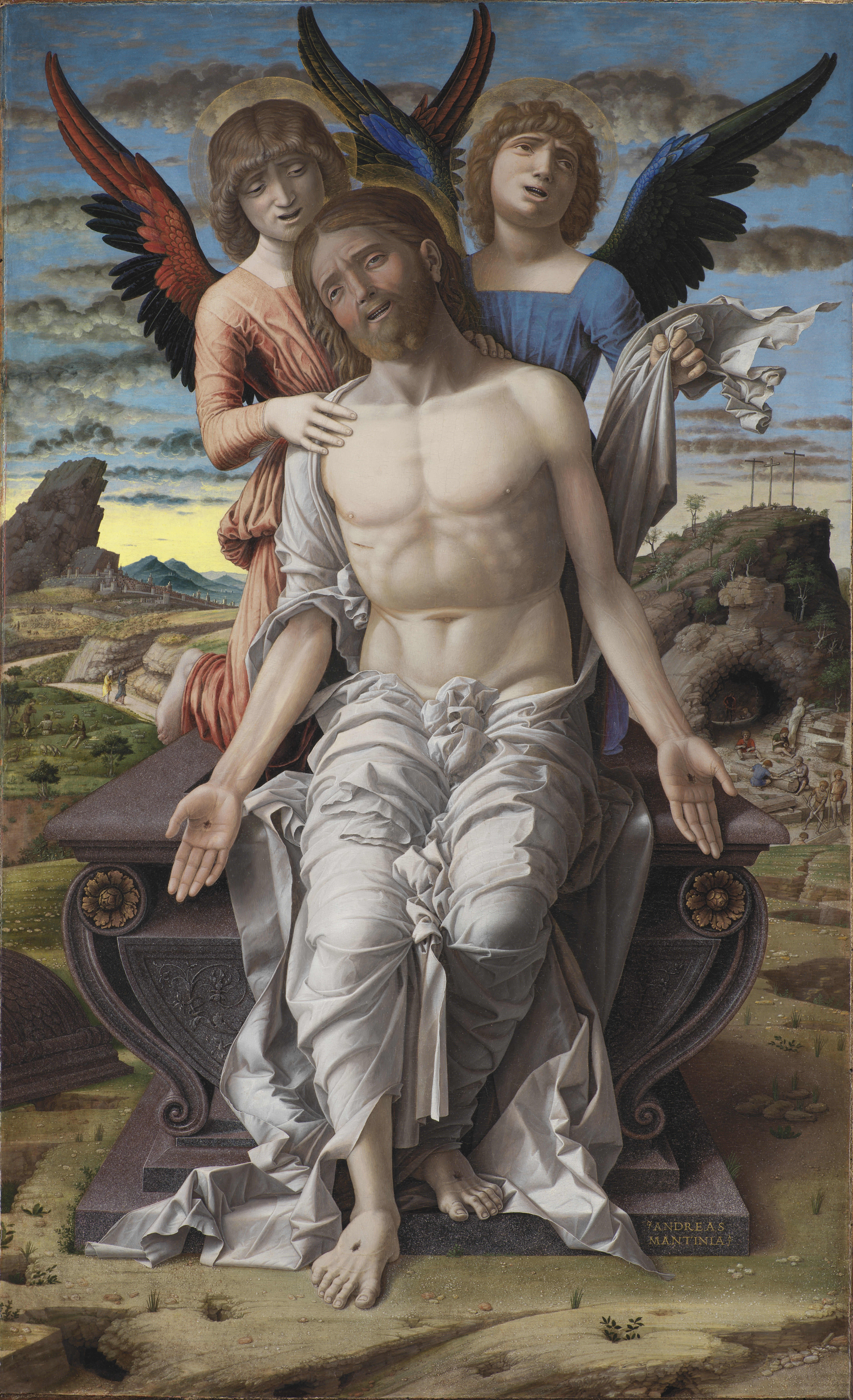
Le Christ mort soutenu par deux anges, Andrea Mantegna, 1489.

Invité à peindre un tableau sur la Commune, il se refuse à la peinture d'histoire, genre qu'il considère comme trop froid. De nuit et de façon sauvage, il colle sur les lieux de batailles de la Commune de 1871 (à la Butte-aux-Cailles, lieu de la bataille du 24 – 25 mai ; au cimetière du Père-Lachaise, où les Fédérés furent acculés les 27 – 28 mai), mais aussi en des lieux liés à des répressions policières plus récentes (sur les quais de Seine, où la police a noyé des dizaines d'Algériens indépendantistes lors du massacre du 17 octobre 1961 ; à la station de métro Charonne, où la policé a tué neuf communistes anti-OAS lors du massacre du 8 février 1962), ainsi que sur les marches de la basilique du Sacré-Cœur.

## Analyse
Sérigraphiée, l'image du cadavre « connaît une résurrection » qui passe par la représentation ou révélation de « ce qui était dépourvu d'existence ». Le procédé employé — l'utilisation de papier mince et fragile laisse apparaître le support mural, et donne l'impression que l'image sourd ou suinte du sol — vise à la provocation et au détournement. En rappelant l'usage du suaire, « il implique aussi que ces sérigraphies deviennent des icônes devant lesquelles les Parisiens de 1971 sont contraints de défiler », et il inverse la notion du martyrologe au profit des victimes de la Semaine sanglante,.
La figure du gisant est anonyme, dénuée de toute référence politique. L'œuvre représente à la fois la violence physique, du mort, et la violence symbolique. Collée à même le sol, les passants la piétinent comme la répression versaillaise a écrasé les communards, et comme la mémoire de la Commune est piétinée. Ernest Pignon-Ernest cherche également à renverser l'imagerie versaillaise de la Commune, faite d'anéantissement et de ruines, en montrant l'insurrection comme une source de création et d'images. Il s'agit là d'une première provocation, qu'il renforce en résumant la Commune par sa répression. La Commune n'est plus monument de destruction mais monument détruit. Un total de 2 000 bandes sont collées avant d'être arrachées par la police dans la matinée ; Ernest Pignon-Ernest subit deux arrestations pendant leur pose.

## Postérité
En 2011, pour le 140e anniversaire de la Commune, le collectif d'art urbain RaspouTeam réalise dans Paris des installations inspirées par les Gisants de Pignon-Ernest,.